# Макрушина (Иркутская область)
Макрушина — деревня в Качугском районе Иркутской области России. Входит в состав Бирюльского муниципального образования. Находится примерно в 29 км к востоку от районного центра.

## Население
По данным Всероссийской переписи, в 2010 году в деревне проживало 15 человек (7 мужчин и 8 женщин).